# Singapore Sling

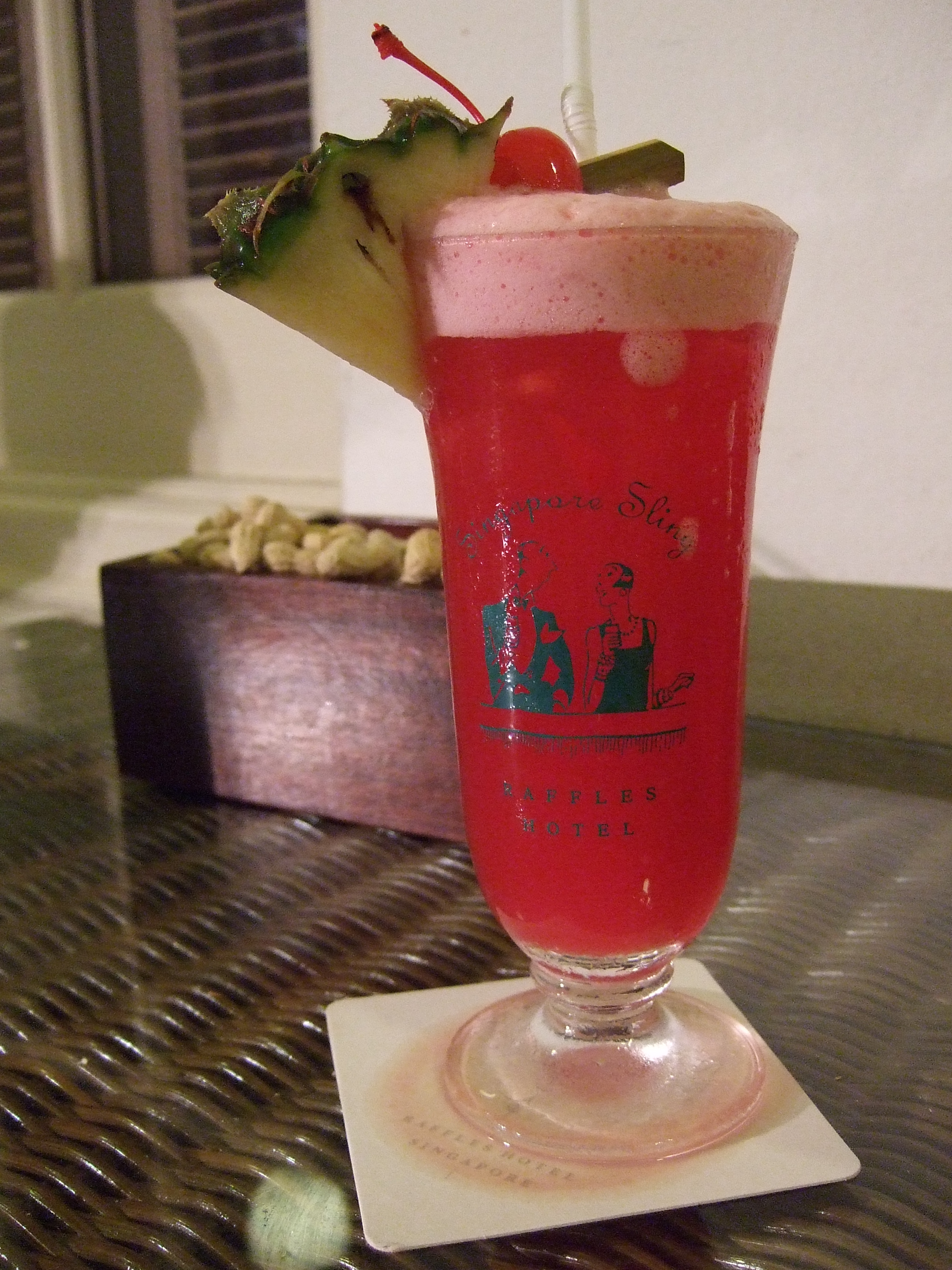
Singapore Sling, cocktail uit het Raffles Hotel

Singapore Sling is een cocktail op basis van gin, kersenlikeur en limoen. De cocktail is in de jaren tien voor het eerst gemaakt door barman Ngiam Tong Boon van het Raffles Hotel in Singapore. Het recept is ergens in de jaren dertig verloren gegaan, maar bartenders van na de Tweede Wereldoorlog hebben op basis van herinneringen en oude notities, het recept opnieuw uitgevonden. Tegenwoordig is het een gewoonte voor wie op bezoek gaat in Singapore, een Singapore Sling te drinken. De cocktail wordt geschonken aan de Long bar in het Raffles hotel.
Er zijn ook enkele films gemaakt met de titel Singapore Sling, onder meer door Nikos Nikolaidis.